# Rölanda socken
Rölanda socken i Dalsland ingick i Vedbo härad, ingår sedan 1971 i Dals-Eds kommun och motsvarar från 2016 Rölanda distrikt.
Socknens areal är 88,68 kvadratkilometer varav 87,10 land. År 2000 fanns här 509 invånare. Sockenkyrkan Rölanda kyrka ligger i socknen.   

## Administrativ historik
Socknen har medeltida ursprung. 
Vid kommunreformen 1862 övergick socknens ansvar för de kyrkliga frågorna till Rölanda församling och för de borgerliga frågorna bildades Rölanda landskommun. Landskommunen uppgick 1952 i Dals-Eds landskommun som 1971 ombildades till Dals-Eds kommun. Församlingen uppgick 2010 i Dals-Eds församling.
1 januari 2016 inrättades distriktet Rölanda, med samma omfattning som församlingen hade 1999/2000.
Socknen har tillhört län, fögderier, tingslag och domsagor enligt vad som beskrivs i artikeln Vedbo härad. De indelta soldaterna tillhörde Västgöta-Dals regemente och Vedbo kompani.

## Geografi
Rölanda socken ligger söder om Ed och sjön Stora Le kring Örekilsälven. Socknen har odlingsbygd vid åar och är i övrigt en skogsbygd.

## Fornlämningar
Från bronsåldern finns spridda gravrösen. Från järnåldern finns gravar och en fornborg.

## Namnet
Namnet skrevs 1531 Rödelunde och syftar på kyrkbyn. Namnet efterled är land. Förleden ha alternativa tolkningar; det kan innehålla ryd, 'röjning', eller ett ånamn Rödhe.

## Befolkningsutveckling
| Befolkningsutvecklingen i Rölanda socken 1750–1990                                                      | Befolkningsutvecklingen i Rölanda socken 1750–1990 | Befolkningsutvecklingen i Rölanda socken 1750–1990 | Befolkningsutvecklingen i Rölanda socken 1750–1990 | Befolkningsutvecklingen i Rölanda socken 1750–1990 |
| --- | -------------------------------------------------- | -------------------------------------------------- | -------------------------------------------------- | -------------------------------------------------- |
| |                                                    |                                                    |                                                    |                                                    |
| År |                                                    |                                                    | Folkmängd                                          |                                                    |
| 1750 | 1750                                               |                                                    | 875                                                |                                                    |
| 1760 | 1760                                               |                                                    | 881                                                |                                                    |
| 1769 | 1769                                               |                                                    | 861                                                |                                                    |
| 1780 | 1780                                               |                                                    | 872                                                |                                                    |
| 1790 | 1790                                               |                                                    | 957                                                |                                                    |
| 1810 | 1810                                               |                                                    | 932                                                |                                                    |
| 1820 | 1820                                               |                                                    | 1 098                                              |                                                    |
| 1830 | 1830                                               |                                                    | 1 265                                              |                                                    |
| 1840 | 1840                                               |                                                    | 1 572                                              |                                                    |
| 1850 | 1850                                               |                                                    | 1 727                                              |                                                    |
| 1860 | 1860                                               |                                                    | 2 004                                              |                                                    |
| 1870 | 1870                                               |                                                    | 2 089                                              |                                                    |
| 1880 | 1880                                               |                                                    | 2 044                                              |                                                    |
| 1890 | 1890                                               |                                                    | 1 764                                              |                                                    |
| 1900 | 1900                                               |                                                    | 1 640                                              |                                                    |
| 1910 | 1910                                               |                                                    | 1 417                                              |                                                    |
| 1920 | 1920                                               |                                                    | 1 330                                              |                                                    |
| 1930 | 1930                                               |                                                    | 1 150                                              |                                                    |
| 1940 | 1940                                               |                                                    | 1 096                                              |                                                    |
| 1950 | 1950                                               |                                                    | 1 038                                              |                                                    |
| 1960 | 1960                                               |                                                    | 863                                                |                                                    |
| 1970 | 1970                                               |                                                    | 604                                                |                                                    |
| 1980 | 1980                                               |                                                    | 576                                                |                                                    |
| 1990 | 1990                                               |                                                    | 558                                                |                                                    |
| Anm: Källor: Umeå universitet - Tabellverket 1749-1859, Demografiska databasen, CEDAR, Umeå universitet |                                                    |                                                    |                                                    |                                                    |